# Ivtchenko-Progress AI-9
L’AI-9 (parfois aussi écrit « AI9 ») est un turbomoteur d'origine soviétique, conçu par le motoriste ukrainien Ivtchenko-Progress ZMKB, exclusivement utilisé comme groupe auxiliaire de puissance (sigle GAP, ou APU en anglais) pour des avions de transport civils ou militaires soviétiques, puis russes, mais également surtout pour les hélicoptères. Il est actuellement produit par Motor Sich, un autre constructeur ukrainien basé dans la ville industrielle de Zaporijia.

## Généralités
Comme la plupart des groupes auxiliaires de puissance équipant les aéronefs actuels, l'AI-9 a pour fonction principale d'alimenter en électricité l'appareil qu'il équipe lorsque celui-ci est au sol, moteurs éteints, ou en vol, en cas de défaillance des génératrices intégrées au moteurs principaux. Il a également pour rôle de fournir de l'air chaud pour chauffer la cabine et permet aussi de faire fonctionner le système d'air conditionné de l'appareil.
L'autre rôle important de ce moteur est de fournir de l'air sous pression pour initier le démarrage des moteurs principaux de l'aéronef sur lequel il est installé, qu'il s'agisse d'un avion ou d'un hélicoptère de grandes dimensions.
L'AI-9 est d'une architecture très basique, avec une conception essentiellement axée sur la simplicité d'entretien et une grande fiabilité. Il est produit depuis 1969.

## Versions
- AI-9 : Version de base, utilisée pour fournir de l'air comprimé aux systèmes de démarrage des turbomoteurs équipant les aéronefs. Il peut également être utilisé comme système de chauffage pour la cabine[1] ;
- AI-9V : Version dérivée du modèle de base, utilisée pour fournir de l'air comprimé aux systèmes de démarrage et pour le conditionnement d'air. Elle fournit également de l'électricité aux systèmes de bord[3] ;
- AI-9V Series 1[3]
- AI9-3B - Autre version dérivée du modèle de base, utilisée pour fournir de l'air comprimé aux systèmes de démarrage et pour le conditionnement d'air. Elle fournit également de l'électricité aux systèmes de bord[4].

## Applications
- Antonov An-140[2]
- Kamov Ka-27[2]
- Kamov Ka-28
- Kamov Ka-29[2]
- Kamov Ka-31[2]
- Kamov Ka-32[2]
- Kamov Ka-50[2]
- Kamov Ka-52[2]
- Kamov Ka-60[2]
- Mil Mi-8
- Mil Mi-14[2]
- Mil Mi-24[2]
- Mil Mi-28
- PZL M-15 Belphegor[2]
- Yakovlev Yak-40[5],[2]